# Мендоса, Нурия
Нурия Мендоса Миральес (исп. Núria Mendoza Miralles; 15 декабря 1995, Барселона, Испания) — испанская футболистка, защитник клуба «Леванте».

## Клубная карьера
Мендоса воспитанница «Эспаньола». В 2015 году она подписала контракт с «Реал Сосьедадом». Перед сезоном 2021/22 Нурия перешла в один из ведущих клубов Испании «Леванте».

## Карьера в сборной
Мендоса выступала за молодёжные сборные Испании до 17 и до 19 лет.